# Insomnio (álbum)
Insomnio es el nombre del cuarto álbum de estudio de la banda de metal española Hamlet, lanzado en 1998. Con este disco, la banda toma un sonido más cercano al nü metal, si bien sigue habiendo elementos puntuales del rap y hardcore mostrados en las dos anteriores entregas.
Fue publicado en Europa a través de un sello suizo llamado Headstrong. En la primera semana de la publicación Insomnio, pasó a estar entre los cincuenta discos más vendidos de España, entrando en la lista de AFYVE directamente en el número 45, subiendo meses más tarde hasta el 27.[cita requerida]

## Canciones
- Toda la música está compuesta por Tárraga, excepto la pista 5, por Tárraga y Hernández. Todas las letras por Molly, excepto 3, 8, 9 y 12 por Molly y Hernández.

1. "Tortura-Visión" - 3:30
2. "Tu Medicina" - 3:30
3. "Dementes Cobardes" - 2:44
4. "Quién cree que Raquel se suicidó" - 2:36
5. "1998" - 4:26
6. "Antes y Después" - 4:50
7. "Muérdesela" - 3:40
8. "Dónde duermo hoy" - 3:40
9. "Mal" - 3:23
10. "Tan simple como decir no" - 2:50
11. "Lacabra" - 2:50
12. "Odio" - 3:43

## Miembros
- J. Molly - voz
- Luis Tárraga - guitarra solista
- Pedro Sánchez - guitarra rítmica
- Augusto Hernández - bajo, coros
- Paco Sánchez - batería